# A Harley Quinn epizódjainak listája
Az alábbi szócikk a Harley Quinn című 2019-es animációs sorozat epizódjait sorolja fel.

## Évados áttekintés
| Évad | Évad        | Epizódok    | Eredeti sugárzás   | Eredeti sugárzás     | Eredeti adó      | Magyar sugárzás   | Magyar sugárzás      | Magyar adó |
| Évad | Évad        | Epizódok    | Évadpremier        | Évadfinálé           | Eredeti adó      | Évadpremier       | Évadfinálé           | Magyar adó |
| ---- | ----------- | ----------- | ------------------ | -------------------- | ---------------- | ----------------- | -------------------- | ---------- |
|      | 1.          | 13          | 2019. november 29. | 2020. február 21.    |                  | 2022. március 8.  | 2022. március 8.     |            |
|      | 2.          | 13          | 2020. április 3.   | 2020. június 26.     |                  | 2022. március 8.  | 2022. március 8.     |            |
|      | 3.          | 10          | 2022. július 28.   | 2022. szeptember 15. |                  | 2022. november 3. | 2022. november 3.    |            |
|      | Különkiadás | Különkiadás | 2023. február 9.   | 2023. február 9.     | 2023. február 9. | 2023. február 9.  |                      |            |
|      | 4.          | 10          | 2023. július 27.   | 2023. szeptember 14. |                  | 2023. július 27.  | 2023. szeptember 14. |            |
|      | 5.          | 10          | 2025. január 16.   | 2025. március 20.    | 2025. január 16. | 2025. március 20. |                      |            |

## Epizódok

### 1. évad (2019–2020)
| Sor. | Év. | Cím                                                                   | Rendező                              | Író                                          | Premier                             |
| ---- | --- | --------------------------------------------------------------------- | ------------------------------------ | -------------------------------------------- | ----------------------------------- |
| 1.   | 1.  | Míg a halál el nem választ (Til Death Do Us Part)                     | Juan Meza-Leon                       | Dean Lorey Justin Halpern Patrick Schumacker | 2019. november 29. 2022. március 8. |
| 2.   | 2.  | Magas mérce (A High Bar)                                              | Matt Garofalo Ben Jones Frank Marino | Jane Becker                                  | 2019. december 6. 2022. március 8.  |
| 3.   | 3.  | Szóval bandára van szükséged? (So, You Need a Crew?)                  | Cecilia Aranovich Hamilton           | Jess Dweck                                   | 2019. december 13. 2022. március 8. |
| 4.   | 4.  | Az igazit keresve (Finding Mr. Right)                                 | Juan Meza-Leon                       | Jess Dweck                                   | 2019. december 20. 2022. március 8. |
| 5.   | 5.  | Harley Quinn-menet (Being Harley Quinn)                               | Juan Meza-Leon                       | Adam Stein                                   | 2019. december 27. 2022. március 8. |
| 6.   | 6.  | Bitang jó zsaru vagy, Jim Gordon (You're a Damn Good Cop, Jim Gordon) | Cecilia Aranovich Hamilton           | Tom Hyndman                                  | 2020. január 3. 2022. március 8.    |
| 7.   | 7.  | A határ (The Line)                                                    | Juan Meza-Leon                       | Laura Moran                                  | 2020. január 10. 2022. március 8.   |
| 8.   | 8.  | V. L. R. S. V. P. (L.O.D.R.S.V.P.)                                    | Matt Garofalo Ben Jones Frank Marino | Tom Hyndman                                  | 2020. január 17. 2022. március 8.   |
| 9.   | 9.  | Egy hely az asztalnál (A Seat at the Table)                           | Cecilia Aranovich Hamilton           | Jordan Weiss                                 | 2020. január 24. 2022. március 8.   |
| 10.  | 10. | Bensonhurst (Bensonhurst)                                             | Colin Heck Ben Jones                 | Laura Moran                                  | 2020. január 31. 2022. március 8.   |
| 11.  | 11. | Harley Quinn autópálya (Harley Quinn Highway)                         | Vinton Heuck                         | Adam Stein                                   | 2020. február 7. 2022. március 8.   |
| 12.  | 12. | Csattanó maszlag (Devil's Snare)                                      | Juan Meza-Leon                       | Jane Becker                                  | 2020. február 14. 2022. március 8.  |
| 13.  | 13. | Az utolsó poén (The Final Joke)                                       | Brandon McKinney                     | Tom Hyndman                                  | 2020. január 21. 2022. március 8.   |

### 2. évad (2020)
| Sor. | Év. | Cím                                                                                        | Rendező                     | Író                | Premier                            |
| ---- | --- | ------------------------------------------------------------------------------------------ | --------------------------- | ------------------ | ---------------------------------- |
| 14.  | 1.  | Új Gotham (New Gotham)                                                                     | Vinton Heuck                | Adam Stein         | 2020. április 3. 2022. március 8.  |
| 15.  | 2.  | Rébusz Egyetem (Riddler U)                                                                 | Colin Heck                  | Sabreena Jalees    | 2020. április 10. 2022. március 8. |
| 16.  | 3.  | Macskanő (Catwoman)                                                                        | Brandon McKinney            | Sarah Peters       | 2020. április 17. 2022. március 8. |
| 17.  | 4.  | Olvadó szívek (Thawing Hearts)                                                             | Vinton Heuck                | Tom Hyndman        | 2020. április 24. 2022. március 8. |
| 18.  | 5.  | Batman visszatért, haver (Batman's Back, Man)                                              | Juan Meza-Leon              | Sarah Nevada Smith | 2020. május 1. 2022. március 8.    |
| 19.  | 6.  | Még a legjobb rabok is apakomplexussal küszködnek (All the Best Inmates Have Daddy Issues) | Juan Meza-Leon              | Jamiesen Borak     | 2020. május 8. 2022. március 8.    |
| 20.  | 7.  | Innen már csak lefelé vezethet az út (There's No Place to Go But Down)                     | Colin Heck                  | Adam Stein         | 2020. május 15. 2022. március 8.   |
| 21.  | 8.  | Belső paradémonok (Inner (Para) Demons)                                                    | Tom Derosier                | Tom Hyndman        | 2020. május 22. 2022. március 8.   |
| 22.  | 9.  | Lánybúcsú (Bachelorette)                                                                   | Christina Sotta             | Sarah Peters       | 2020. május 29. 2022. március 8.   |
| 23.  | 10. | Menekülés a Wayne Toronyból (Dye Hard)                                                     | Vinton Hueck                | Jamiesen Borak     | 2020. június 5. 2022. március 8.   |
| 24.  | 11. | A harc, amiért érdemes harcolni (A Fight Worth Fighting For)                               | Tom Derosier                | Tom Hyndman        | 2020. június 12. 2022. március 8.  |
| 25.  | 12. | Szerelmi perpatvar (Lovers' Quarrel)                                                       | Christina Sotta             | Adam Stein         | 2020. június 19. 2022. március 8.  |
| 26.  | 13. | Oltári koszorúslány (Something Borrowed, Something Green)                                  | Tom Derosier Juan Meza-Leon | Sarah Peters       | 2020. június 26. 2022. március 8.  |

### 3. évad (2022)
| Sor. | Év. | Cím                                                            | Rendező                                             | Író                | Premier                                |
| ---- | --- | -------------------------------------------------------------- | --------------------------------------------------- | ------------------ | -------------------------------------- |
| 27.  | 1.  | Harlivy (Harlivy)                                              | Juan Meza-Leon                                      | Sarah Peters       | 2022. július 28. 2022. november 3.     |
| 28.  | 2.  | Nincs Ivy a csapatban (There's No Ivy in Team)                 | Joonki Park                                         | Adam Stein         | 2020. július 28. 2022. november 3.     |
| 29.  | 3.  | A Goni díjátadó gála (The 83rd Annual Villy Awards)            | Mike Milo                                           | Jamiesen Borak     | 2022. július 28. 2022. november 3.     |
| 30.  | 4.  | Egy tolvaj, egy szemölcs, egy orgia (A Thief, A Mole, An Orgy) | Juan Meza-Leon                                      | Tom Hyndman        | 2022. augusztus 4. 2022. november 3.   |
| 31.  | 5.  | Mocsárlény (It's a Swamp Thing)                                | Vinton Heuck                                        | Rachel Pegram      | 2022. augusztus 11. 2022. november 3.  |
| 32.  | 6.  | A gyilkos voks (Joker: The Killing Vote)                       | Juan Meza-Leon                                      | Jamiesen Borak     | 2022. augusztus 18. 2022. november 3.  |
| 33.  | 7.  | Egy újabb cápasztikus kaland (Another Sharkley Adventure)      | Cecilia Aranovich Hamilton Jennifer Coyle Mike Milo | Sarah Nevada Smith | 2022. augusztus 25. 2022. november 3.  |
| 34.  | 8.  | Batman Kezdődik Mindörökké (Batman Begins Forever)             | Vinton Hueck                                        | Jamiesen Borak     | 2022. szeptember 1. 2022. november 3.  |
| 35.  | 9.  | Csúcspont a Jazzapajizzán (Climax at Jazzapajizza)             | Juan Meza-Leon                                      | Tom Hyndman        | 2022. szeptember 8. 2022. november 3.  |
| 36.  | 10. | A ló és a veréb (The Horse and The Sparrow)                    | Joonki Park                                         | Sarah Nevada Smith | 2022. szeptember 15. 2022. november 3. |

### Különkiadás (2023)
| Sor. | Év. | Cím | Rendező                                   | Író                                          | Premier                           |
| ---- | --- | --- | ----------------------------------------- | -------------------------------------------- | --------------------------------- |
| 37.  | 1.  | Harley Quinn: Egy nagyon problémás Valentin-napi különkiadás (Harley Quinn: A Very Problematic Valentine’s Day Special) | Cecilia Aranovich Hamilton Jennifer Coyle | Dean Lorey Justin Halpern Patrick Schumacker | 2023. február 9. 2023. február 9. |

### 4. évad (2023)
| Sor. | Év. | Cím | Rendező          | Író                | Premier                                   |
| ---- | --- | --- | ---------------- | ------------------ | ----------------------------------------- |
| 38.  | 1.  | A legdögösebb dögök (Gotham's Hottest Hotties)                                                                     | Vinton Hueck     | Tom Hyndman        | 2023. július 27. 2023. július 27.         |
| 39.  | 2.  | R.I.N.GY.Ó. (B.I.T.C.H.)                                                                                           | Joonki Park      | Ava Tramer         | 2023. július 27. 2023. július 27.         |
| 40.  | 3.  | Csak ikonoknak (Icons Only)                                                                                        | Michael Moloney  | Sarah Nevada Smith | 2023. július 27. 2023. július 27.         |
| 41.  | 4.  | Konferencia chlamydia nélkül (The First Person to Come Back From a Business Conference Without Chlamydia)          | Vinton Hueck     | Jimmy Mosqueda     | 2023. augusztus 3. 2023. augusztus 3.     |
| 42.  | 5.  | Jégfaszra vágyom, ne maradj fenn! (Getting Ice Dick, Don't Wait Up)                                                | Joonki Park      | Jen Chuck          | 2023. augusztus 10. 2023. augusztus 10.   |
| 43.  | 6.  | Metamorfózis (Metamorphosis)                                                                                       | Michael Moloney  | Conner Shin        | 2023. augusztus 17. 2023. augusztus 17.   |
| 44.  | 7.  | Minden idők legnagyobb kulturális hatású filmes franchise-a (Most Culturally Impactful Film Franchise of All Time) | Brandon McKinney | Alexis Quasarano   | 2023. augusztus 24. 2023. augusztus 24.   |
| 45.  | 8.  | El Buffone (II Buffone)                                                                                            | Yori Mochizuki   | Ava Tramer         | 2023. augusztus 31. 2023. augusztus 31.   |
| 46.  | 9.  | Krumplialapú klónozási incidens (Potato Based Cloning Incident)                                                    | Chad Hurd        | Sarah Nevada Smith | 2023. szeptember 7. 2023. szeptember 7.   |
| 47.  | 10. | Gyilkolói válság (Killer's Block)                                                                                  | Joonki Park      | Sarah Peters       | 2023. szeptember 14. 2023. szeptember 14. |

### 5. évad (2025)
| Sor. | Év. | Cím                                                         | Rendező            | Író                           | Premier           |
| ---- | --- | ----------------------------------------------------------- | ------------------ | ----------------------------- | ----------------- |
| 48.  | 1.  | A nagy Barack (The Big Apricot)                             | Diana Huh          | Jamiesen Borak                | 2025. január 16.  |
| 49.  | 2.  | Vissza az iskolába (Back to School)                         | Christina Manrique | Leslie Schapira               | 2025. január 23.  |
| 50.  | 3.  | Növényember (Floronic Man)                                  | Joonki Park        | Vidhya Iyer                   | 2025. január 30.  |
| 51.  | 4.  | Brainiac eredete (Breaking Brainiac)                        | Diana Huh          | Katie Rich                    | 2025. február 6.  |
| 52.  | 5.  | A nagy tészta vacsora (Big Pasta Dinner)                    | Christina Manrique | Jamiesen Borak                | 2025. február 13. |
| 53.  | 6.  | Palackba zárt szívek (Bottle My Heart)                      | Joonki Park        | Dean Lorey                    | 2025. február 20. |
| 54.  | 7.  | Frankette (Frankette)                                       | Diana Huh          | Leslie Schapira               | 2025. február 27. |
| 55.  | 8.  | Családi perpatvar (Family Feud)                             | Christina Manrique | Vidhya Iyer                   | 2025. március 6.  |
| 56.  | 9.  | Palack epizód (Bottle Episode (But Not a 'Bottle Episode')) | Joonki Park        | Jamiesen Borak és Katie Rich  | 2025. március 13. |
| 57.  | 10. | A zűrzavar a lényeg (The Mess Is the Point)                 | Diana Huh          | Dean Lorey és Leslie Schapira | 2025. március 20. |